# Spialia rosae
El sertorio de los rosales (Spialia rosae) es una especie de mariposa de la familia Hesperiidae. Es una especie gemela de Spialia sertorius.

## Distribución geográfica y hábitat
Es endémica de la península ibérica, hallándose en sus principales cordilleras. Sus larvas se alimentan de rosales silvestres.
Fue descrita en 2016 por científicos del Instituto de Biología Evolutiva. Es la primera especie de mariposa descubierta en Europa desde hace más de 20 años.